# Jean Le Saive II
Jean Le Saive II (Namen, 1571 – Mechelen, 1624) ook de Saive, Le Save, de Save, en Jean de Namur le Jeune genoemd was een kunstschilder van genretaferelen en religieuze taferelen die actief was in Mechelen tussen 1603 en 1624.

## Biografie
Jean Le Saive de Jongere was de zoon van Jean Le Saive de Oudere en Jeanne de Carlemont. Hij werd geboren (gedoopt) in 1571 in Namen en kreeg zijn schildersopleiding waarschijnlijk bij zijn vader. In 1603 vestigde hij zich in Mechelen en huwde er met Mayken Wyaerts (of Wiaertsen) met wie hij drie kinderen had, Maximiliaan, Theodoor en Jan Baptist die in de voetsporen van zijn vader zou treden en schilder worden.

## Werken
Het werk van Jean de  Saive de Jongere is niet goed gekend vanwege het feit dat zijn werk en dat van zijn zoon lange tijd niet scherp van elkaar onderscheiden is. De volgende werken worden aan hem toegeschreven:
- De strijd tussen David en Goliath, Mechelen, Sint-Romboutskathedraal
- Doopsel van Christus, Mechelen, Sint-Romboutskathedraal
- De onthoofding van de H. Catharina van Alexandrië, Mechelen, Onze-Lieve-Vrouw-over-de-Dijlekerk
- De prediking van Johannes de Doper in de woestijn, Mechelen, Onze-Lieve-Vrouw-over-de-Dijlekerk

Verder zijn er nog talrijke werken in de kerken van Mechelen en omgeving die aan vader en zoon worden toegeschreven. (zie KIK-IRPA bij externe links.)